# Coquelicots d'Irak
Coquelicots d'Irak  est un album de bande dessinée autobiographique français scénarisé par Brigitte Findakly et Lewis Trondheim, et dessiné par Lewis Trondheim. L'album est prépublié sur l'application « La Matinale du Monde » du journal Le Monde et publié par L'Association en un album sorti le 22 août 2016.

## Synopsis
L'album raconte l'enfance de Brigitte Findakly, née en 1959 à Mossoul, en Irak.

## Genèse de l'œuvre
Brigitte Findakly est née en 1959 à Mossoul, en Irak. Son mari, Lewis Trondheim, lui suggère dès 1991 de raconter ses souvenirs d'enfance, avant même Persepolis de Marjane Satrapi, mais la volonté de le faire ne lui est venue que tardivement, après l'AVC de son père : « je n'avais jamais songé à écrire une BD sur mon enfance à Mossoul, car je n'en voyais pas l'intérêt. Jusqu'à il y a trois ou quatre ans, quand je me suis rendu compte que je ne retournerais sans doute jamais en Irak. Des oncles, tantes et cousins qui étaient restés là-bas bien après le départ de ma famille en France dans les années 1970 commençaient eux aussi à émigrer vers différents pays ». Elle décide d'en faire un album à la suite de l'entrée de l'État islamique dans sa ville natale.
L'album résulte de la collaboration entre Brigitte Findakly, coloriste pour son mari, Lewis Trondheim, qui s'occupe ici des dessins : « pour chaque strip, je racontais une anecdote à Lewis, il me posait des questions, puis réalisait un découpage avec du texte. Après quelques rectifications, il dessinait et je mettais en couleurs. Ma hantise était de ne pas être claire, de ne pas être comprise, mais Lewis me rassurait en me disant que le lecteur était suffisamment intelligent pour saisir ». Pour la conception des personnages, ce dernier a choisi « un système simple dans lequel ils ont une tête presque aussi grosse que le corps, sans oreilles par exemple. Cela afin d’alléger le dessin, qui ne devait pas être redondant avec le texte ».

### Parution
À la suite d'une proposition de Frédéric Potet du Monde, Coquelicots d'Irak est prépublié sous forme de comic strip de trois ou quatre vignettes sur le blog bd du journal et l'application « La Matinale du Monde »,. L'album sort ensuite chez L'Association le 22 août 2016.

## Réception critique
L'album est salué par la critique à sa sortie.
Selon Le Figaro, « Coquelicots d'Irak est le roman graphique de cette rentrée BD. Stylisé et poétique, c'est un album délicat qui met en perspective les souvenirs d'une enfance irakienne, sa culture et son érudition, face à la barbarie de l'actualité ».
Pour le site spécialisé BoDoï, « l'enchaînement de ces petites saynètes, tour à tour cocasses et terribles, fonctionne parfaitement, oscillant entre la description faussement naïve de la vie d’une petite fille d’origine occidentale dans un pays pauvre et des pages plus historiques rappelant le contexte. Pour le thème et l'époque, on pense parfois à L'Arabe du futur, dans lequel Riad Sattouf raconte son enfance en Libye puis en Syrie, mais aussi aux livres de Guy Delisle (Chroniques de Jérusalem) pour la mise à distance entre les petites choses du quotidien et le portrait politique – et drôle – d'une région instable et brutale ».
Anne Douhaire de France Inter juge que « les dessins de Lewis Trondheim, qui abandonne le dessin zoomorphique, servent l'acuité du propos d'une très simple et jolie manière. Le couple signe une fabuleuse autobiographie dessinée et un témoignage intelligent, précieux, sur l'Irak d'avant ».
Pour Christophe Levent du Parisien, qui choisit l'album comme « BD du mois », « mélangeant images du passé et du présent, anecdotes sur la vie de sa famille et sur les coutumes du pays, Brigitte Findakly nous emmène dans un formidable voyage, souvent drôle, parfois émouvant, toujours pudique au pays de ses souvenirs. Une chronique, illustrée très joliment et simplement par Lewis Trondheim, qui prend bien sûr un relief tout particulier au vu de l'actualité ».

## Distinctions
L'album est nommé en sélection officielle du Festival d'Angoulême 2017.